# NGC 6133
NGC 6133 is een meervoudige ster in het sterrenbeeld Draak. Het hemelobject werd op 23 oktober 1876 ontdekt door de Amerikaanse astronoom Lewis A. Swift.